# Jernbanemuseum
Et jernbanemuseum er et museum, der samler og udstiller effekter med relation til jernbaner, f.eks. lokomotiver, jernbanevogne, arbejdskøretøjer, redskaber, signaler, skilte, modeltog og billeder. Alt afhængig af museet vil fokus typisk være på et bestemt land, egn eller jernbane.
Et jernbanemuseums samlinger fremvises i form af permanente udstillinger i remiser eller andre haller, hvor der også kan arrangeres særudstillinger. Typisk vil der desuden være salg af souvenirs, bøger mv., ligesom nogle museer har cafeterier eller lignende. Et jernbanemuseum kan også have stationsbygninger eller stationsmiljøer, der viser hvordan indretning, personale og rejsende tog sig ud på en bestemt tid, og hvordan arbejdet foregik før i tiden. Andre indslag kan være modeljernbaneanlæg og minitog.
I tilslutning til museet kan der være kørsel med veterantog, enten på egne spor eller andres. Alternativt kan en veteranbane have en udstilling i tilslutning til dens egentlige aktivitet med kørsel og opbevaring af historiske tog. Modsat findes der dog også jernbanemuseer, der slet ikke har nogle tog, men som udstiller andre jernbaneeffekter.

## Danske jernbanemuseer
- Bornholms Jernbanemuseum
- Danmarks Jernbanemuseum
- Djurslands Jernbanemuseum
- Midt- og Vestjyllands Jernbanemuseum
- Museumsbanen Maribo-Bandholm